# The Rivieras
The Rivieras var en rockgrupp i South Bend, Indiana i USA, aktiv 1962-1966.
The Rivieras bestod av Marty Fortson, sång och gitarr, Doug Gean på bas, Otto Nuss på elorgel, Joe Pennell på gitarr och trummisen Paul Dennert.
The Rivieras var en av de senare grupperna i USA som spelade klassisk rock n' roll. Gruppen fick sin största hit år 1964 med "California Sun". "California Sun" var en av de sista låtarna som låg på listorna i landet innan den brittiska vågen tog över.
Både personliga orsaker och musikens drastiska förändring gjorde att gruppen upplöstes 1966.

## Medlemmar
- Joe Pennell - gitarr (1962-1964)
- Paul Dennert - trummor (1962-1966)
- Otto Nuss - orgel (1962-1966)
- Doug Gean - bas (1962-1966)
- Marty Fortson - sång, gitarr (1963-1964)
- Jim Boal - sologitarr (1964-1966)
- Bobby Wantuch - trummor (1964-1966)
- Willie Gaut - sång, rytmgitarr (1964-1966)
- Bill Dobslaw - sång (1965-1966)
- Terry McCoy - trummor (1966)
- Jeff McKew - sång, gitarr (1966)

## Diskografi
Album
- Let's Have a Party (1964) även utgiven senare av svenska Sonet 1967, då med namnet California Sun!! och en annan layout på omslaget.

| 1. | California Sun (Henry Glover)                  | 2.25 |
| 2. | Danny Boy (Fred Weatherly)                     | 2.33 |
| 3. | Twist & Shout (Medley - Russell)               | 2.10 |
| 4. | Little Donna (Dobslaw)                         | 2.05 |
| 5. | Church Key (Dan Darnod)                        | 1.55 |
| 6. | Killer Joe (B. Russell - B. Elgin - P. Medley) | 2.43 |

| 1. | Let's Have A Party (J. M. Robinson) | 2.17 |
| 2. | Rockin' Robin (Thomas)              | 2.20 |
| 3. | H.B. Goose Step (Rivieras)          | 1.57 |
| 4. | Keep A Knockin' (Richard Penniman)  | 2.00 |
| 5. | Oh, Boy (West - Tilghman)           | 2.12 |
| 6. | When The Saints (Dobslaw)           | 2.34 |

- Let's Stomp with The Rivieras (1964)
- Campus Party (1965)

EP
- California Sun (1964)

Singlar
- California Sun / H B Goose Step (1964)
- Little Donna / Let's Have a Party (1964)
- Rockin' Robin / Battle Line (1964)
- Whole Lotta Shakin' / Rip It Up (1965)